# Яблонский, Александр Яковлевич
Алекса́ндр Я́ковлевич Я́блонский (16 июля 1934 — 18 октября 2005) — советский историк, писатель, краевед и очеркист, член Союза журналистов СССР.

## Биография
Родился 16 июля 1934 года в крестьянской семье в селе Ровенка Добринского района (ныне — Липецкой области).
Трудовую деятельность он начал в колхозе «Заря», по месту рождения, в 1951—1953 годах работал слесарем на сахарном заводе пос. Эртиль Воронежской области.
В 1968 году окончил исторический факультет Курского педагогического института.
Работал в различных культурно-просветительских организациях Липецка (областном отделении Всероссийского общества охраны памятников истории и культуры, Фонд культуры), партийных и административных учреждениях.
С 1961 — член Союза журналистов СССР.
С 1995 — член Союза писателей России.
Умер 18 октября 2005 года в Липецке.

## Творчество
С детства увлекался краеведением, а в конце 1950-х годов появились его первые очерки, зарисовки и стихи в местных и центральных газетах. А. Я. Яблонский — автор более 200 статей историко-литературной и краеведческой тематики. Он впервые составил и издал «Памятную краеведческую карту Липецкой области» (1990), написал ряд статей для «Липецкого энциклопедического словаря» и «Липецкой энциклопедии», являлся одним из инициаторов ее составления и издания. Был членом редколлегии шеститомной «Книги Памяти Липецкой области» (1992—2001), альманаха «Родники Липецкие» (1990—1998).

## Награды
Награжден шестью медалями, почетным знаком «За мужество и любовь к Отечеству», знаком отличия «За заслуги перед городом Липецком» (2004).

## Произведения автора
- Судьба художника. — Липецк : Тип. АОА HЛМК, 1995. — 64 с.
- Опередивший время // Записки краеведческого общества. — Липецк, 1995. — Вып. 1. — С. 111—113.
- «А род наш из-под Задонска…» // Записки краеведческого общества. — Липецк, 1999. — Вып. 2. — С. 152—154.